# Gary Figueroa
Gary Lee Figueroa, född 28 september 1956 i Phoenix i Arizona, är en amerikansk vattenpolospelare. Han deltog i den olympiska vattenpoloturneringen i Los Angeles där USA tog silver. Figueroa gjorde åtta mål i turneringen, varav tre i matchen mot Brasilien.
Figueroa studerade vid University of California, Irvine. Han var tilltänkt för det amerikanska landslaget redan vid olympiska sommarspelen 1980 men USA beslutade att bojkotta OS den gången.
Figueroa gjorde fjorton mål när USA vann vattenpoloturneringen vid panamerikanska spelen 1983 i Caracas.